# Joëlle Kapompole
 (décembre 2018).
Si vous disposez d'ouvrages ou d'articles de référence ou si vous connaissez des sites web de qualité traitant du thème abordé ici, merci de compléter l'article en donnant les références utiles à sa vérifiabilité et en les liant à la section « Notes et références ».
Joëlle Kapompole (née le 23 décembre 1971 à Kolwezi en République démocratique du Congo) est une femme politique belge, membre du Parti socialiste. 
Elle est députée wallonne et députée au Parlement de la Fédération Wallonie-Bruxelles, membre effective de la Commission budget au Parlement de Wallonie.
Joëlle Kapompole est la présidente du conseil d'administration de SOLIDARIS Mons-Wallonie picarde.

## Biographie

### Enfance, scolarité et débuts professionnels
Elle commence l'enseignement secondaire au sein du lycée Jeanne Dufrasne, pour rejoindre deux ans plus tard, l'athénée royal Marguerite Bervoets, où elle étudie les sciences économiques. Enfin, elle entame des études universitaires à l’Université de Mons-Hainaut (aujourd’hui : UMons), plus précisément à la faculté Warocqué, où elle obtient un diplôme de Licence en Sciences économiques appliquées, orientation Gestion de l’entreprise.

### Parcours politique

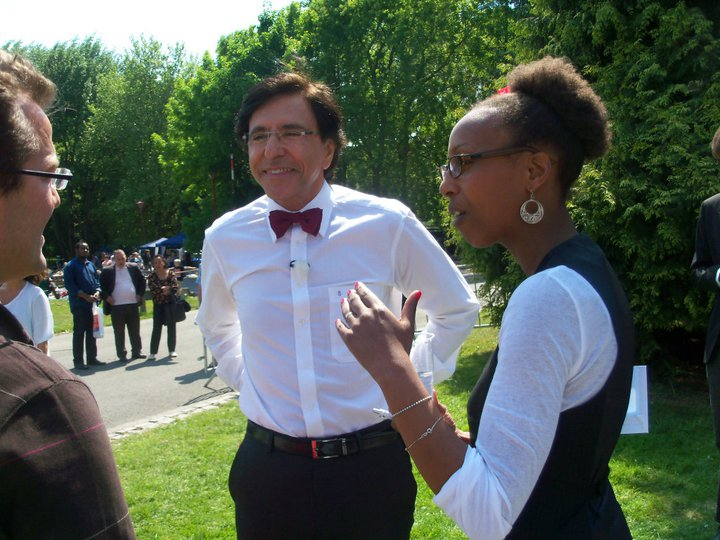
Joëlle Kapompole avec Elio Di Rupo

Réélue conseillère communale en octobre 2006, elle réalise le 4e score tous partis confondus lors du scrutin wallon de juin 2009. Membre de plusieurs Commissions à Namur, elle préside celle du Budget, des Finances, de l’Emploi, de la Formation et des Sports (2009-2013) et le Groupe de travail « évaluation des choix technologiques » (2009-2014).
Sixième candidate sur la liste PS à Mons, lors des communales de 2012, elle devient échevine dans la coalition PS-MR reconduite sous la direction d’Elio Di Rupo. Chargée du Logement, de la Culture, de l’Urbanisme et du Tourisme, elle exerce ce mandat durant la période où le bourgmestre Di Rupo est empêché d’exercer son mandat en raison de sa fonction de Premier Ministre. Confirmant sa popularité en voix de préférence lors du scrutin régional de mai 2014, elle continue de siéger au Parlement wallon et décide de se déclarer « empêchée d’exercer son mandat d’échevine de Mons » en vertu du décret wallon « décumul ». Son poste restera vacant jusqu’en octobre 2014, moment où Elio Di Rupo redevient bourgmestre en titre de la ville de Mons. Au Parlement wallon, après avoir présidé l’importante Commission des Travaux publics, de l’Action sociale et de la Santé (2014-2017), elle reste membre effective de la Commission du budget, de l'énergie et du climat ainsi que de la Commission de l'action sociale, de la santé et de la fonction publique.En décembre 2018, elle reprend la Présidence de la Commission du budget, de l'énergie et du climat au Parlement de Wallonie.
Joëlle Kapompole a présidé, de 2014 à juin 2018, le conseil d'administration du CHUP Ambroise Paré et Chêne-aux-Haies.
Aux élections de 2019, elle devient la première femme tête de liste pour le PS dans la région de Mons-Borinage. Elle obtient un taux de pénétration la plaçant dans le top 10 wallon. Elle est réélue en tant que députée pour le mandat 2019 - 2024. 
Joëlle Kapompole préside le conseil d'administration de SOLIDARIS Mons-Wallonie Picarde.

## Engagement
En 2019, elle lance des ateliers consacrés à l'estime de soi dans la région de Mons-Borinage. 
En mars 2020, elle participe au colloque Des féminismes noirs en contexte (post)impérial français ? organisé sur le Campus Condorcet à Paris. Son intervention, lors de la table ronde intitulée : Chemins féminins de traverse: formes de l’engagement politique et production de savoirs, marque le début de son engagement plus soutenu pour la cause des femmes noires et la lutte contre les discriminations intersectionnelles.

## Parution
Joëlle Kapompole apparaît dans l'ouvrage de Alain Trémiseau, Femmes! et plus encore…, sorti en 1999. L'auteur présente plusieurs femmes de la ville de Mons et du Borinage.
Elle figure dans le livre PluriElles. Femmes de la diaspora africaine de Marie-Pierre Nyatanyi, publié en, 2016. L'ouvrage retrace les trajectoires de vingt femmes d'origine africaine établies en Belgique.

## Décoration
- Officier de l'ordre de Léopold (2024)[3]. Chevalier en 2014.